# 西村（乙）遗址
西村（乙）遗址，位于中国青海省平安县三合乡西村，为青海省市县级文物保护单位，公布日期为1987年6月2日，类型为古遗址。
西村（乙）遗址的历史年代为新石器时代、青铜时代。